# 汗國
汗国，是君主制国家的一种，通常指由汗或可汗（大汗）统治的国家。汗国一词常出现在描述古代由突厥、蒙古等中亚民族所建立的国家上。其它种类的君主制国家包括帝国、王國和公國等。

## 突厥汗国
- 突厥汗国
  - 西突厥汗国
  - 东突厥汗国
- 阿瓦爾汗國
- 后突厥汗国
- 回鶻汗國
- 黠戛斯汗國
- 可薩汗國
- 突騎施
- 庫曼汗國
- 佩切涅格人
- 大保加利亞 (中世紀)
- 伏爾加保加利亞
- 保加利亞第一帝國
- 金帳汗國
- 喀山汗國
- 克里米亞汗國

### 中亞突厥汗國
- 喀喇汗国
- 基馬克汗國
- 克烈
- 奈曼汗國
- 塔塔儿部
- 諾蓋汗國
- 阿斯特拉罕汗國
- 布哈拉汗国
- 希瓦汗国
- 葛逻禄
- 哲德沙尔汗国
- 哈萨克汗国
  - 大玉茲
  - 中玉茲
  - 小玉茲
  - 布克依斡耳朵
- 浩罕汗国
- 哈密札薩克旗
- 西伯利亞汗國
- 圖瓦汗國
- 烏茲別克汗國
- 葉爾羌汗國
- 吐魯番汗國

## 蒙古汗国
- 大蒙古國（1206-1260）
- 蒙古四大汗国
  - 金帐汗国
  - 窝阔台汗国
  - 察合台汗国
  - 伊儿汗国
- 後蒙古汗國（1388-1635）

等等。

## 伊朗汗國
- 巴庫汗國
- 葉里溫汗國
- 納希切萬汗國
- 库巴汗国

## 其它汗国
- 柔然汗國
- 喀拉特汗國
- 後金

等等。